# Elmas
Elmas là một comune của tỉnh Cagliari in the Italian region of Sardinia, có vị trí cách khoảng 8 km về phía tây bắc của Cagliari. Đến thời điểm ngày 31 tháng 12 năm 2004, đô thị này có dân số 8.475 và diện tích là 13,7 km².
Elmas giáp các đô thị: Assemini, Cagliari, Sestu.
Đây là nơi có sân bay phục vụ Cagliari nằm cách 7 km về phía đông.